# ラストレター (Pierrotの曲)
「ラストレター」は、日本のバンドPierrotの、メジャーで発売された4枚目のシングル。

## 概要
前作から2カ月ぶりのリリースで、15万枚弱を売り上げ、PIERROT史上最大セールスを記録。Pierrot名義の最後の作品であり、次作以降はPIERROT名義となっている。カップリングの「Labyrinth 〜鏡には映らない君が〜」は、ピエロ時代の作品「ピエロ」収録曲の再録。ハードカバー装丁のジャケットにフォトブックレットが付属した特殊パッケージ仕様となっている。ミュージックビデオの監督は二階健。
初回特典版はピクチャーレーベルになっている他、キリトによる短編小説「チェリー・トゥリーズ」が封入されている。2007年3月28日に発売されたキリトのシングル、「Cherry trees」は「チェリー・トゥリーズ」のアナザーストーリー的な楽曲。

### 靖国神社との関係
「ラストレター」は靖国神社で特攻隊の制服や家族にあてた手紙を見てキリトが書いた曲であり、ストレートには見せていないとしながらも戦争に関して歌っている。短編小説「チェリー・トゥリーズ」もその影響で作られた。2012年4月には、この「ラストレター」に対して靖国神社からキリト宛に手紙が届けられた。これについてキリトは、「え、今それ！？と、時間差を感じながらも、こちらが恐縮してしまうくらい素敵な感想を頂き、少し涙腺に来かねない程でした。」とTwitterでその感想を述べた。更に、同年7月に靖国神社で行われた「みたままつり」に奉納する為の言葉をキリトに書いて欲しいという要請と共に、和紙で出来た立派な紙も送られた。

## 収録曲
1. ラストレター
（作詞：キリト 作曲：Pierrot）
テレビ朝日系『神出鬼没!タケシムケン』エンディングテーマ。
1999年当時の『CDTV』ではHMVリクエスト「歌詞が切ないと感じる歌ランキング」で5位に入った。
演奏が終わるとともに、SEが次曲へと繋げられている。これはシングル盤のみの演出である。
2. Labyrinth 〜鏡には映らない君が〜
（作詞：キリト 作曲：アイジ・潤）